# George Raft
George Ranft conegut com George Raft (Nova York, 26 de setembre de 1901 − Los Angeles, Califòrnia, 24 de novembre de 1980) va ser un actor estatunidenc.
Nascut en un barri difícil de Nova York, Hell's Kitchen, de ben jove és confrontat a la violència del carrer i pòsit dels vincles amb la màfia. El 1919, es fa ballarí professional i es fa dir George Raft. Balla en clubs, fa gires. Al final dels anys 1920, comença la seva carrera cinematogràfica amb petits papers de ballarí. El 1932, el seu paper a Scarface, on el seu personatge fa giravoltar compulsivament una peça de moneda, el fa famós. Des d'aleshores, alterna en el cinema els papers de ballarí i els de gàngster. Es veu a la pantalla al costat d'un "principiant" anomenat Humphrey Bogart.
El 1941 refusa papers en El falcó maltès, La gran evasió i Casablanca... tres pel·lícules que propulsen Humphrey Bogart a l'escena. Des d'aleshores, la seva carrera és en declivi. No obté mai més tan bons papers com abans, a excepció del seu paper de gàngster a Ningú no és perfecte (1959).
Fa una aparició en l'escena final de la pel·lícula Casino Royale de 1968, paròdia de les pel·lícules d'espionatge de l'època. En referència al seu personatge de Scarface, es veu fer giravoltar una peça de moneda entre els seus dits al bell mig d'una baralla.
Mor de leucèmia el 24 de novembre de 1980.

## Filmografia

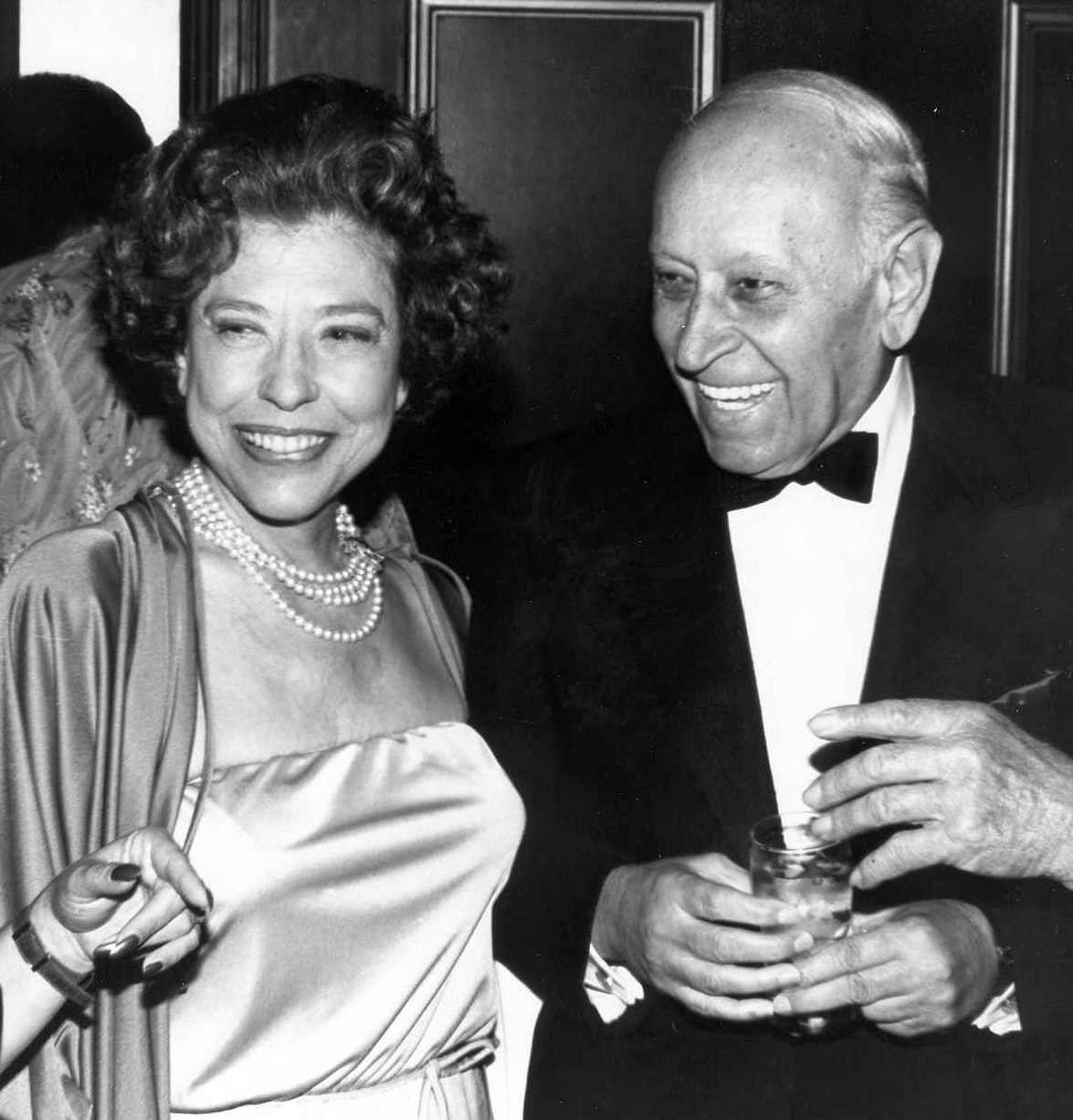
Judy Canova i George Raft el 1979.

- 1929: Queen of the Night Clubs: Gigola
- 1929: Gold Diggers of Broadway: ballarí
- 1929: Side Street: ballarí
- 1931: Quick Milions: Jimmy Kirk
- 1931: Goldie: pickpocket
- 1931: Hush Money: Maxie
- 1931: Palmy Days: guardaespatlles de Yolando
- 1932: Taxi! de Roy Del Ruth: William Kenny
- 1932: Dancers in the Dark: Louie Brooks
- 1932: Scarface de Howard Hawks: Guino Rinaldo
- 1932: Night World: Ed Powell
- 1932: Love Is a Racket: Sneaky (escenes suprimides)
- 1932: Winner Take All
- 1932: Madame Racketeer: Jack Houston
- 1932: Nit rere nit (Night After Night) d'Archie Mayo: Joe Anton
- 1932: Under-Cover Man: Nick Darrow
- 1932: If I Had a Million, film col·lectiu: Eddie Jackson
- 1933: Pick-up: Harry Glynn
- 1933: Midnight Club: Nick Mason
- 1933: The Bowery de Raoul Walsh: Steve Brodie
- 1934: All of Me: Honey Rogers
- 1934: Bolero de Wesley Ruggles: Raoul De Baere
- 1934: The Trumpet Blows: Manuel Lopez / Pancho Lopez
- 1934: Limehouse Blues: Harry Young
- 1935: Rumba: Joe Martin
- 1935: Stolen Harmony: Ray Angelo, àlias Ray Ferraro
- 1935: The Glass Key: Ed Beaumont
- 1935: Every Night at Eight: Tops Cardona
- 1935: She Couldn't Take It: Ricardi
- 1936: It Had to Happen: Enrico Scaffa
- 1936: Yours for the Asking: Johnny Lamb
- 1937: Souls at Sea de Henry Hathaway: Powdah
- 1938: You and Me de Fritz Lang: Joe Dennis
- 1938: Spawn of the North de Henry Hathaway: Tyler Dawson
- 1939: Each Dawn I Die de William Keighley: Hood Stacey
- 1939: I Stole a Million de Frank Tuttle: Joe Lourik, àlias Joe Harris
- 1939: Invisible Stripes de Lloyd Bacon: Cliff Taylor
- 1939: The Lady's from Kentucky d'Alexander Hall: Marty Black
- 1940: La passió cega (They Drive by Night) de Raoul Walsh: Joe Fabrini
- 1941: Manpower de Raoul Walsh: Johnny Marshall
- 1942: Broadway .... George Raft
- 1944: Follow the boys d'A. Edward Sutherland: Tony West
- 1945: Nob Hill .... Tony Angelo
- 1945: Johnny Angel .... Johnny Angel
- 1946: Whistle Stop de Léonide Moguy: Kenny Veech
- 1946: Mr. Ace .... Eddie Ace
- 1946: Nocturne .... Joe Warner
- 1947: Christmas Eve .... Mario Volpi
- 1947: Intrigue .... Brad Dunham
- 1948: Race Street .... Dan Gannin
- 1949: Outpost in Morocco .... capità Paul Gerard
- 1949: Red Light de Roy Del Ruth: Johnny Torno
- 1949: A Dangerous Profession .... Vince Kane
- 1950: Nous irons a Paris de Jean Boyer: en el seu propi paper.
- 1950: I'll Get You for This .... Nick Cain
- 1952: Escape Route .... Steve Rossi
- 1952: Loan Shark .... Joe Gargen
- 1953: I'm the Law (sèrie TV) .... Tinent George Kirby
- 1953: Aventure a Alger .... Mike Canelli
- 1954: Rogue Cop de Roy Rowland: Dan Beaumonte
- 1954: Black Widow de Nunnally Johnson: C.A. Bruce
- 1955: A Bullet for Joey .... Joe Victor (Steiner)
- 1956: La volta al món en vuitanta dies (Around the World in Eighty Days) de Michael Anderson: L'amo del saloon
- 1959: Ningú no és perfecte (Some Like It Hot) de Billy Wilder: Spats Colombo
- 1960: Jet Over the Atlantic .... Stafford
- 1960: La quadrilla dels onze (Ocean's Eleven) de Lewis Milestone: Jack Strager, Propietari del casino
- 1961: Ladies Man de Jerry Lewis. Ell mateix.
- 1962: Two Guys Abroad .... copropietari night-club
- 1963: El professor guillat (The Nutty Professor) de Jerry Lewis: El barman
- 1964: For Those Who Think Young .... inspector
- 1966: Du rififi a Paname de Denys de La Patellière: Charles Binnaggio
- 1967: Five Golden Dragons .... Dragó 3
- 1968: Silent Treatment
- 1968: El Millón de Madigan
- 1968: Skidoo .... capità Garbaldo
- 1972: Hammersmith Is Out: Guido Scartucci
- 1978: Sextette de Ken Hughes
- 1980: The Man with Bogart's Face: Petey Cane